# 圣于尔班 (菲尼斯泰尔省)
圣于尔班（法語：Saint-Urbain，法語發音：[sɛ̃.t‿yʁbɛ̃]）是法国菲尼斯泰尔省的一个市镇，属于布雷斯特区。

## 地理
圣于尔班（48°24'1"N, 4°13'35"W）面积15.21 平方千米，位于法国布列塔尼大區菲尼斯泰尔省，该省份为法国最西部的省份，位于布列塔尼半岛西部，北西南三面环大西洋，东临阿摩尔滨海省和莫尔比昂省。
与圣于尔班接壤的市镇（或旧市镇、城区）包括：达乌拉斯、迪里农、伊尔维亚克、拉马尔蒂尔、庞克朗、特雷夫莱韦内兹、勒特雷乌。

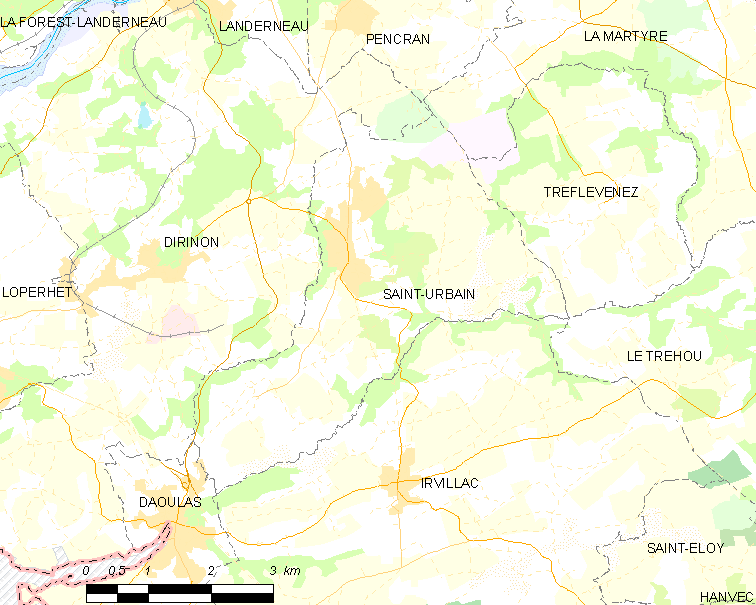
的OSM定位图

圣于尔班的时区为UTC+01:00、UTC+02:00（夏令时）。

## 行政
圣于尔班的邮政编码为29800，INSEE市镇编码为29270。

## 政治
圣于尔班所属的省级选区为蓬德比莱基梅尔县。

## 人口

1962-2008年间人口变化图示

圣于尔班于2022年1月1日时的人口数量为1669人。